# S/2007 (160256) 1
S/2007 (160256) 1 é o objeto secundário do corpo celeste denominado de (160256) 2002 PD149. Ele é um objeto transnetuniano que tem cerca de 155 km de diâmetro